# Oncholaimus ushakovi
Oncholaimus ushakovi is een rondwormensoort uit de familie van de Oncholaimidae.